# ゼロレンジコンバット
ゼロレンジコンバット（Zero Range Combat、零距離戦闘術）は、稲川義貴が考案した格闘術。

## 創始者
創始者稲川義貴は自身を公に「戦闘者」と名乗り、団体内では「マスターインストラクター」と称している。「戦闘者」という名称は「武道家」「格闘家」とは違い、軍事的な「戦闘」にこだわる者という意味で、「兵法者」に近いニュアンスの言葉であるという。稲川自身が海外に修行に行った場所の治安が非常に悪く、刃物や銃を持った相手に対して、これまでの自身が培った格闘技はただのスポーツとして「実戦」では全く役に立たなかった事が創設の切っ掛けとなった。荒谷卓の招聘で稲川自身は明治神宮至誠館で講師もしているが、こちらはあくまで一般的な武術指導に留まっている。

## 概要
日本古来の動きや武術、精神をベースにした戦闘術。CQB/CQC等、戦いにおける様々な状況を想定した格闘術であり、空間的な距離に関わらず自ら用いる身体操作を駆使して戦う技術である。「零距離」とはかつての特攻隊の兵士達のように自らの犠牲を顧みずに「距離をゼロにして」戦う思想も意味する。
創始者が日本の古流武術である神刀流の他に古式ムエタイをはじめとするタイ武術やコマンドサンボ等も学んでいることから、古流武術の身体操作を基にした動きの中にシステマやエスクリマ等に似たものも見られる。自衛隊格闘術や帝国陸軍の綜合武術格闘術の要素も取り入れられている。素手の他にもナイフ、警棒、フラッシュライトやハンドガン、ライフル等の火器の操作も想定している。
体幹を保ったまま、肩甲骨を柔軟に回す「ウェイブ」を基本の身体操作の一つとする。

## 公的機関の採用
有事の際には最前線へ投入される陸上自衛隊の中央即応連隊や、特殊部隊である陸上自衛隊・特殊作戦群への指導は部隊創設前の準備隊当初から行われており、海上自衛隊の特殊部隊である特別警備隊の他、警察の特殊部隊である特殊急襲部隊への指導も行われている。
その他自衛隊の基地、駐屯地への指導の他、米軍特殊部隊への指導実績がある。
対象を完全に無力化する殺人術に当たるため一般には一切の直接指導を行っておらず、基本操作である「ウェイブ」だけはアクション俳優やスタントマン等が習うことが出来る。下記の「防人の道 今日の自衛隊」ではある程度の基本的技術を披露しているものの、対軍人・対テロリスト用の防衛術のため、一般的な護身術とは一線を画している。

## 参考メディア
稲川が「防人の道 今日の自衛隊」等、日本文化チャンネル桜の番組に不定期出演。番組では、弟子と共に技を披露したり、自身の思想を語っている。
| 出演               | テーマ                                     |
| ------------------ | ------------------------------------------ |
| 稲川義貴           | 捨身と入身－武道の抑止力                   |
| 稲川義貴           | 必殺と必死〜3つの先                        |
| 稲川義貴           | 拘束と脱出〜自身の正義                     |
| 伊藤祐靖・稲川義貴 | 武術と戦術 融合と排除                      |
| 稲川義貴           | 始まりと終わり 感性の武術                  |
| 稲川義貴           | 戦闘と防衛〜義勇の戦士                     |
| 伊藤祐靖・稲川義貴 | 戦闘者の孤独                               |
| 稲川義貴           | 勝負を超えた戦う精神                       |
| 伊藤祐靖・稲川義貴 | 命令と服従〜尖閣に思う                     |
| 稲川義貴           | 日本人が「戦う」ということ〜戦闘精神の伝承 |
| 稲川義貴           | 純粋な白という真心                         |
| 稲川義貴・奥田祥弘 | 零距離戦闘の本質〜探求と追求               |
| 伊藤祐靖・稲川義貴 | 日本の美学〜いざ、戦いのとき               |
| 稲川義貴           | 戦闘者の孤独・2                            |
| 稲川義貴           | 国境を超える武道魂〜ロシア国際武道講習会   |
| 稲川義貴           | 迅速果敢〜目的と行動                       |
| 稲川義貴           | 必殺と包容同化                             |

## ゼロレンジコンバットが登場する作品

### 映画
- 『HiGH&LOW THE RED RAIN』 - （2016年）主役の雨宮兄弟がゼロレンジコンバットを使って戦う。
- 『RE:BORN』 - （2017年） ゼロレンジコンバットを主題としている。稲川義貴が戦術戦技スーパーバイザー＆アビスウォーカー役として参加。